# The Midnight Sons
The Midnight Sons è un cortometraggio muto del 1909. Il nome del regista non viene riportato nei credit del film.

## Trama
Le disavventure notturne di un gruppo di amici che escono completamente brilli dal loro club.

## Produzione
Il film fu prodotto dalla Lubin Manufacturing Company.

## Distribuzione
Distribuito dalla Lubin Manufacturing Company, il film - un cortometraggi di 117 metri - uscì nelle sale cinematografiche statunitensi il 26 agosto 1909. Nelle proiezioni, veniva programmato con il sistema dello split reel, accorpato in un'unica bobina con un altro cortometraggio prodotto dalla Lubin, la comica Nearsighted Mary.